# Alopecosa hamata
Alopecosa hamata là một loài nhện trong họ Lycosidae.
Loài này thuộc chi Alopecosa. Alopecosa hamata được Ehrenfried Schenkel-Haas miêu tả năm 1963.